# Гафарова, Сахиба Али кызы
Сахиба Али кызы Гафарова (азерб. Sahibə Əli qızı Qafarova, род. 19 марта 1955 г. Шамкир, Азербайджанская ССР, СССР) — азербайджанский политический деятель, спикер Парламента Азербайджана с 10 марта 2020 года, доктор филологических наук, профессор. Член партии «Новый Азербайджан». Заслуженный учитель Азербайджана (2016).

## Биография
Родилась в городе Шамкир.
Окончила с отличием факультет русского языка и литературы Азербайджанского педагогического института русского языка и литературы имени М. Ф. Ахундова (Бакинский славянский университет), а также факультет английской филологии Азербайджанского педагогического института языков.
Владеет русским и английским языками.
Замужем, двое детей.

### Политическая деятельность
- 1978—1981 гг. – работала преподавателем в средних школах  города Шамкир.
- 1981—2020 гг. – являлась лаборантом, преподавателем, старшим преподавателем, доцентом, профессором в Азербайджанском педагогическом институте русского языка и литературы, деканом факультета западных языков Западного университета, заведующей кафедрой европейских языков Бакинского славянского университета.
- 2004—2020 гг. – проректор по международным отношениям в Бакинском славянском университете (с 2010 по 2020 гг. работала на общественных началах).
- 2006—2007 гг. – работала в Институте женских и гендерных исследований Мичиганского университета в рамках программы «Фулбрайт Сколаршип» Государственного департамента США.
- 2010—2020 гг. – депутат четвёртого и пятого созывов Милли меджлиса Азербайджанской Республики.
- 2015—2020 гг. – заместитель председателя Комитета Милли меджлиса Азербайджанской Республики по вопросам семьи, женщин и детей.
- 2013—2015 гг. - возглавляла подкомитеты Парламентской ассамблеи Совета Европы по вопросам гендерного равенства и борьбе с расизмом и ксенофобией.
- 2015—2017 гг. – политический координатор парламентской сети «Женщины, свободные от насилия» в Парламентской ассамблее Совета Европы (ПАСЕ), главный докладчик по вопросам насилия в отношении женщин, председатель Комитета ПАСЕ по миграции, беженцам и вынужденным переселенцам, член Бюро.
- 2018—2020 гг. – руководитель делегации Азербайджана в Парламентской ассамблее Евронест.

10 марта 2020 года Сахиба Гафарова была избрана председателем Милли Меджлиса VI созыва, а в 2024 году была переизбрана председателем ММ VII созыва.
В настоящее время является главой делегации Парламента Азербайджана в Межпарламентской ассамблее государств – участников Содружества Независимых Государств (МПА СНГ) и Парламентской ассамблее тюркоязычных стран (ТюркПА).
В 2016 году указом Президента Азербайджанской Республики было присвоено почётное звание «Заслуженный учитель» за заслуги в развитии образования в Азербайджане.
Является автором нескольких учебников, учебных пособий, одной монографии, а также более 80 научных статей.

## Награды
- Орден «Честь» (19 марта 2025 года) — за большие заслуги в общественно-политической жизни Азербайджанской Республики[3].
- Орден Дружбы (10 марта 2025 года, Россия) — за заслуги в укреплении российско-азербайджанских отношений[4].
- Орден «За вклад в развитие сотрудничества» (8 декабря 2022 года, Туркменистан) — учитывая большой личный вклад в развитие политического, торгово-экономического и культурно-гуманитарного сотрудничества между Туркменистаном и Азербайджанской Республикой, повышение государственной и общественной деятельности международного авторитета Туркменистана[5].
- Заслуженный учитель Азербайджана (14 декабря 2016 года) — за заслуги в развитии образования в Азербайджане[6].
- Орден «Содружество» (16 ноября 2023 года, Межпарламентская ассамблея СНГ) — за активное участие в деятельности Межпарламентской Ассамблеи и её органов, вклад в укрепление дружбы между народами государств — участников Содружества Независимых Государств[7].
- Медаль «За укрепление парламентского сотрудничества» (27 ноября 2020 года, Межпарламентская ассамблея СНГ) — за особый вклад в развитие парламентаризма, укрепление демократии, обеспечение прав и свобод граждан в государствах — участниках Содружества Независимых Государств[8].